# FK Leotar Trebinje
El FK Leotar (serbio: ФK Лeoтap) es un club de fútbol bosnio de la ciudad de Trebinje y fundado en 1925. El equipo disputa sus partidos como local en el Stadion Police y juega en la Primera Liga de la República Srpska.

## Historia
El club fue fundado en 1925 en el Reino de Serbios, Croatas y Eslovenos y pese a su larga historia nunca llegó a jugar en la Primera Liga de Yugoslavia. A comienzos de los años 2000 se convirtió en miembro de la Federación de Fútbol de Bosnia y Herzegovina. En la temporada 2002/03 se proclamó campeón de liga, el título más importante de su carrera. Participó, por tanto, en la Liga de Campeones de la UEFA pero fue eliminado en la segunda ronda previa por el Slavia Praga checo.

## Jugadores
- Actualizado a marzo de 2011.

## Palmarés
Premijer Liga: (1)
- 2002-03

 Primera Liga de la República Srpska (Segunda Divsión): (1)
- 2001-02

Copa de la República Srpska: (2)
- 2002 y 2004[1]

## Participación en competiciones europeas
| Temporada | Competición      | Ronda            | Club            | Cómputo global | Ida     | Vuelta  |
| --------- | ---------------- | ---------------- | --------------- | -------------- | ------- | ------- |
| 2003/04   | Champions League | Clasificatoria 1 | CS Grevenmacher | 2-0            | 0-0 (F) | 2-0 (C) |
| 2003/04   | Champions League | Clasificatoria 2 | Slavia Praga    | 1-4            | 1-2 (C) | 0-2 (F) |